# Erich K. Hess

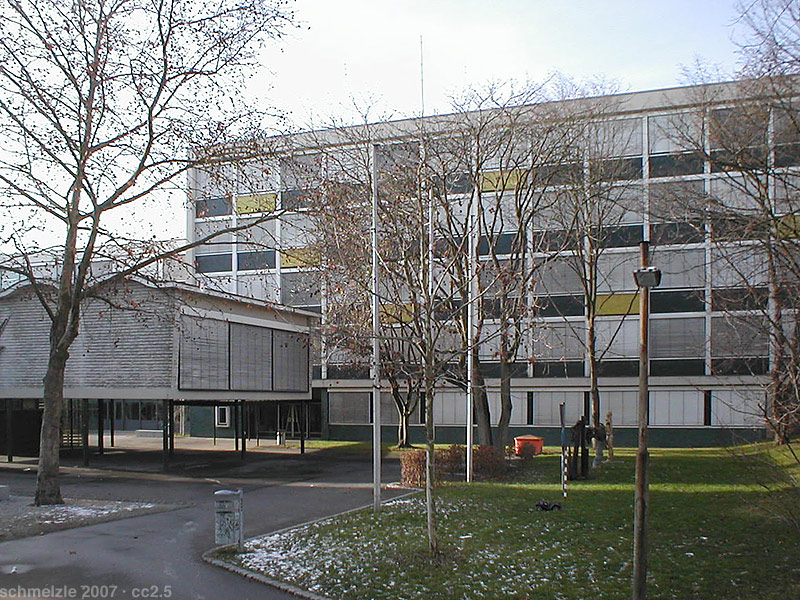
Gustav-von-Schmoller-Schule in Heilbronn

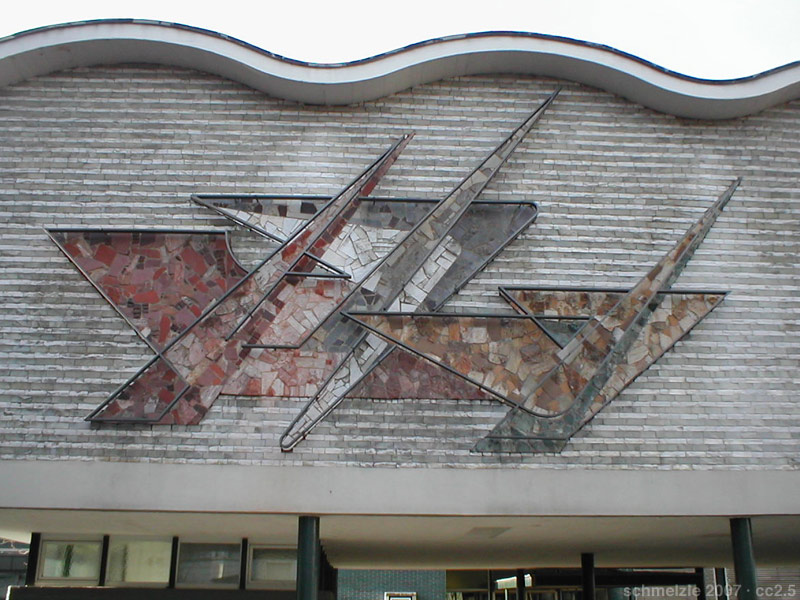
Fassadengestaltung der Aula der Gustav-von-Schmoller-Schule in Heilbronn

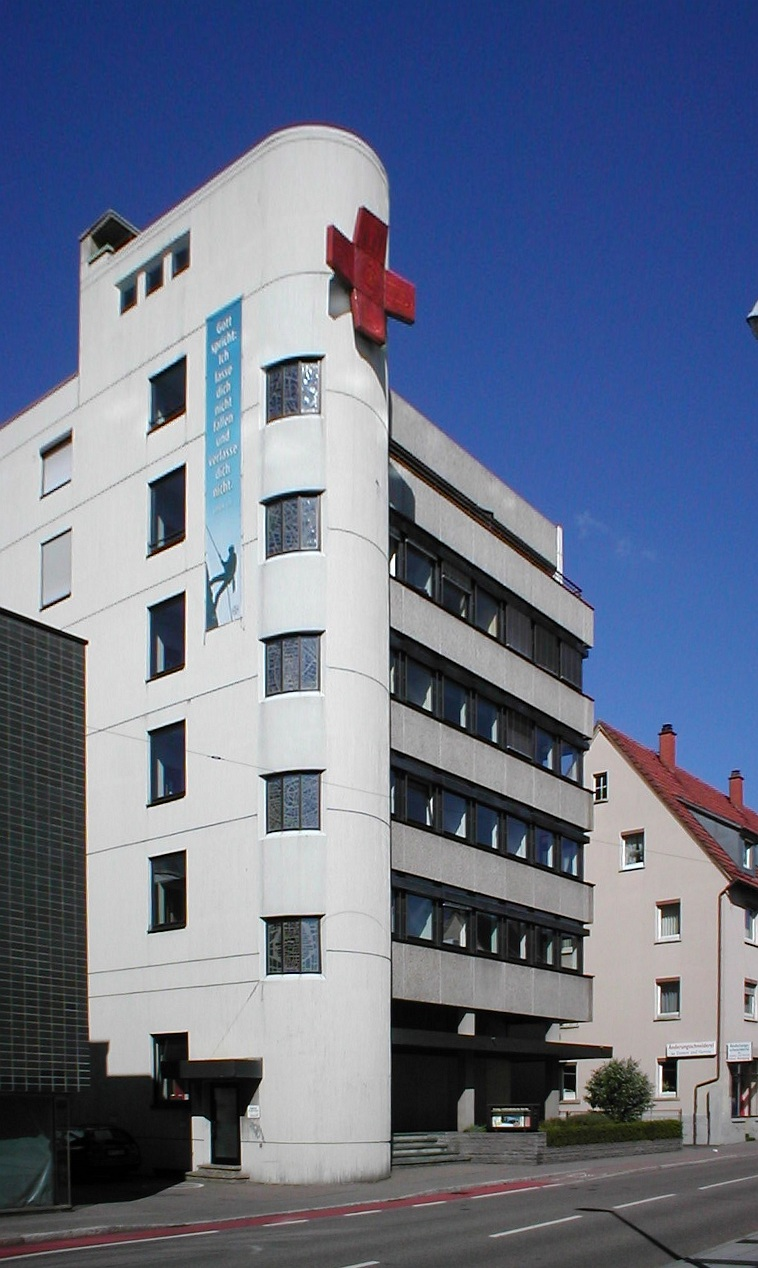
Pauluskirche in Heilbronn

Erich K. Hess (* 15. Dezember 1929; † 15. Juni 2018) war ein deutscher Architekt, der in Heilbronn lebte und arbeitete – zeitweise in Zusammenarbeit mit dem Architekten Emil Hess und später mit dem Architekten Stuber.

## Leben
Erich K. Hess wurde am 15. Dezember 1929 in Heilbronn als Sohn von Emil und Sofie Hess geboren. Sein Geburtshaus, Uhlandstraße 42, ist heute immer noch im Besitz der Familie. Er ging in Heilbronn zur Schule, bevor er an der Staatsbauschule Stuttgart Bauingenieurwesen und Architektur studierte, absolvierte er sowohl eine Maurer- als auch eine Schreinerlehre. Sein Studium durchlief er mit hervorragendem Notenschnitt und arbeitete schon während seines Studiums im Architekturbüro Hess & Stuber in Heilbronn mit, das von seinem Vater und seinem Onkel betrieben wurde.
Schon bald nach dem Studium nahm Erich K. Hess an zahlreichen Architektenwettbewerben teil, bei einigen wurden seine Entwürfe mit dem ersten Preis ausgezeichnet. Insbesondere im Schul- und Sporthallenbau konnte er somit bereits in jungen Jahren einige größere öffentliche Schulbauaufträge zur vollen Zufriedenheit seiner jeweiligen Bauherrschaft durchführen.
Im Jahr 1976 wurde Erich K. Hess von den 320 wahlberechtigten Architekten im Stadt- und Landkreis Heilbronn zum Vorsitzenden der Kammergruppe Heilbronn der Architektenkammer Baden-Württemberg gewählt.

## Bauten und Entwürfe
1958 wurde die fünfgeschossige Gustav-von-Schmoller-Schule in Heilbronn nach Hess’ Plänen fertiggestellt, die als prägnantes Beispiel für die moderne Architektur der 1950er Jahre in dieser Stadt gilt: 
Am 9. Dezember 1973 erfolgte die Einweihung der evangelisch-methodistischen Pauluskirche in Heilbronn, Karlstraße 33. Der Entwurf und die Bauleitung oblagen den Architekten Emil und Erich K. Hess. Diese Kirche wurde 2014 von der Gemeinde aufgegeben und verkauft.

„Ein architektonisch ungewöhnlicher, nach Plänen der Heilbronner Architekten Hess ausgeführter Kirchenbau ist in der Heilbronner Innenstadt von der Evangelisch-methodistischen Kirche eingeweiht worden. Deren Gotteshaus, zwischen Festhalle Harmonie und Shoppinghochhaus gelegen, wird künftig speziell den Evangelischen Allianz-Konferenzen dienen, die in Heilbronn ihren süddeutschen Schwerpunkt haben.“